# Добро китара
Добро е наименованието на търговска марка, притежавана понастоящем от Гибсън Корпорейшън и се използва за определен дизайн на изработка на резонаторни китари.  
Името има дълга и заплетена история, свързана с тази на резонаторната китара. Първоначално тя е измислена от братя Допиера, които основават Dobro Manufacturing Company, и с времето става обичайното наименование за резонаторните китари и по-специално за тези с единичен обърнат резонатор. Този нов дизайн е въведен от братята Допиера в новооснованата им компания в конкуренция с вече патентованите Tricone и biscuit, притежавани и произвеждани от National String Instrument Corporation.
Марката Добро по-късно се появява и на други инструменти като лап стийл китари, електрически китари с плътно тяло, а също така и други резонаторни инструменти като мандолините „Сафари“.
Името възниква през 1928 г. и произлиза от съчетанието на „До“ от братя До-пиера и „бро“ от „brothеrs“ или братя. На родния им словашки, както и на всички славянски езици „Добро“ означава същото, което е и на български. Ранният им рекламен слоган буквално е „Dobro means good in any language.“ – „Добро означава добро на всеки език“.